# Țelina, Stara Zagora
Țelina (în bulgară Целина) este un sat în comuna Cirpan, regiunea Stara Zagora,  Bulgaria. 

## Demografie
Componența etnică a satului Țelina
     Bulgari (85,71%)
     Romi (14,28%)
     Nicio identificare (0%)
     Altele (0%)
La recensământul din 2011, populația satului Țelina era de 231 locuitori. Din punct de vedere etnic, majoritatea locuitorilor (85,71%) erau bulgari, cu o minoritate de romi (14,28%). Pentru 0% din locuitori nu este cunoscută apartenența etnică.